# Dicladocera basirufa
Dicladocera basirufa är en tvåvingeart som först beskrevs av Walker 1850.  Dicladocera basirufa ingår i släktet Dicladocera och familjen bromsar. Inga underarter finns listade i Catalogue of Life.